# Arcidiocesi di Colonia di Armenia
L'arcidiocesi di Colonia di Armenia (in latino Archidioecesis Coloniensis in Armenia) è una sede soppressa e sede titolare della Chiesa cattolica.

## Storia
Colonia di Armenia, identificabile con Şebinkarahisar nell'odierna Turchia, è un'antica sede arcivescovile autocefala della provincia romana dell'Armenia Prima nella diocesi civile del Ponto e nel patriarcato di Costantinopoli.
Inizialmente suffraganea dell'arcidiocesi di Sebastea, in seguito diventa un'arcidiocesi e poi, dal X secolo, è elevata al rango di sede metropolitana senza suffraganee. Quest'evoluzione nello status ecclesiastico della sede di Colonia è evidenziata nelle Notitiae Episcopatuum del patriarcato di Costantinopoli.
Sono diversi i vescovi noti di questa antica sede. Nel 375 san Basilio scrisse al vescovo Eufronio, che nello stesso anno fu trasferito a Nicopoli, sua patria: questo causò una certa agitazione a Colonia e Basilio dovette scrivere ai capi della città per calmare la situazione. Eustazio sottoscrisse la lettera dei vescovi della provincia dell'Armenia Prima all'imperatore Leone. Giovanni I fu vescovo all'incirca dal 482 al 492, secondo quanto riporta il sinassario greco; in seguito si dimise e si ritirò nella laura di San Saba in Palestina. Secondo Le Quien nel 518 Proclo, vescovo giacobita menzionato in un Chronicon del patriarca giacobita di Antiochia, fu deposto e allontanato dalla città dall'imperatore Giustino I. Un Giovanni II assistette al concilio di Costantinopoli del 553. Callinico prese parte al concilio del 680-681 e a quello detto del Trullo del 692. Niceta fu tra i padri del secondo concilio di Nicea, mentre Costantino, il primo arcivescovo noto, prese parte al concilio dell'879-880 che riabilitò il patriarca Fozio.
Per i secoli XI-XII sono noti pochi vescovi. Il primo, Tommaso, è documentato da un sigillo, datato agli inizi dell'XI secolo. Gli altri vescovi presero tutti parte ai sinodi patriarcali celebrati a Costantinopoli.
A causa della diminuzione della popolazione cristiana della regione, nel 1391 la sede di Colonia fu soppressa e il suo territorio unito a quello della metropolia di Trebisonda.
Una metropolia di Colonia è stata restaurata nel 1889, accorpando i territori che un tempo erano stati dell'arcidiocesi di Colonia di Armenia e della diocesi di Nicopoli di Armenia.
Dal XIX secolo Colonia di Armenia è annoverata tra le sedi arcivescovili titolari della Chiesa cattolica; la sede è vacante dal 27 giugno 1983.

## Cronotassi

### Vescovi, arcivescovi e metropoli greci
- Eufronio † (? - circa 375 nominato vescovo di Nicopoli)
- Eustazio † (menzionato nel 458)
- San Giovanni Silenziario † (circa 482 - circa 492 dimesso)
- Proclo † (? - 518 esule)
- Giovanni II † (menzionato nel 553)
- Callinico † (prima del 680 - dopo il 692)
- Niceta † (menzionato nel 787)
- Costantino † (menzionato nell'879)
- Tommaso † (inizio dell'XI secolo)
- Giovanni III † (prima del 1029 - dopo il 1032)[12]
- Teofilo ? † (prima del 1072 - dopo il 1079)[13]
- Giovanni IV † (menzionato nel 1082)[14]
- Teodoro † (menzionato nel 1177)[15]

### Arcivescovi titolari
- Giacomo Costamagna, S.D.B. † (18 marzo 1895 - 8 settembre 1921 deceduto)
- Edward Francis Hoban † (21 novembre 1921 - 10 febbraio 1928 nominato vescovo di Rockford)
- Vahan Kitchourian † (3 maggio 1930 - 8 giugno 1931 succeduto arcieparca di Costantinopoli)
- Pietro Kedigian † (24 luglio 1936 - 17 settembre 1957 deceduto)
- Louis Batanian † (25 aprile 1959 - 4 settembre 1962 nominato patriarca di Cilicia)
- Paul Coussa † (26 agosto 1969 - 27 giugno 1983 nominato arcieparca di Baghdad)